# Filósofo

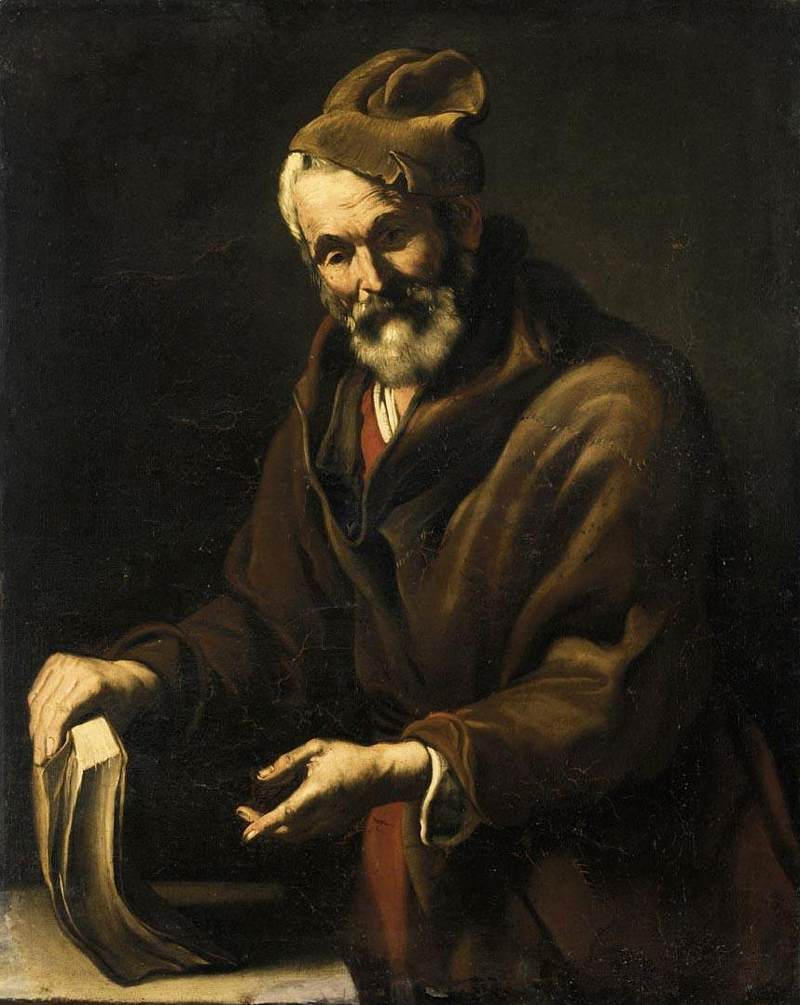
Salvator Rosa, Portrait of a Philosopher

Filósofo é alguém que pratica a filosofia, a qual envolve investigação racional em áreas que estão fora da teologia ou da ciência. O termo "filósofo" vem do grego antigo, significando "amante da sabedoria". A cunhagem do termo foi atribuída ao pensador grego Pitágoras, no século VI a.C.
No sentido clássico, filósofo era alguém que vivia de acordo com um determinado modo de vida, focando na resolução de questões existenciais sobre a condição humana; não era necessário que discorressem sobre teorias ou comentassem sobre autores. Aqueles que se comprometeram mais arduamente com esse estilo de vida seriam considerados filósofos e normalmente seguiam uma filosofia helenística.
Em um sentido moderno, um filósofo é um intelectual que contribui para um ou mais ramos da filosofia, como estética, ética, epistemologia, filosofia da ciência, lógica, metafísica, teoria social, filosofia da religião e filosofia política. Um filósofo também pode ser alguém que trabalhou nas humanidades ou outras ciências que, ao longo dos séculos, se separaram da filosofia, como artes, história, economia, sociologia, psicologia, linguística, antropologia, teologia e política.

## História

### Índia Antiga e os Vedas
O primeiro relato da filosofia composta pode ser encontrado nos antigos vedas hindus, escritos entre 1500-1200 a.C. (Rigveda) e cerca de 1200-900 a.C. (Yajur Veda, Sama Veda, Atharva Veda). Antes de os Vedas serem compostos, eles foram transmitidos oralmente de geração em geração.
A palavra veda significa "conhecimento". No mundo moderno, usamos o termo "ciência" para identificar o tipo de conhecimento autorizado em que se baseia o progresso humano. Nos tempos védicos, o foco principal da ciência era o eterno; o progresso humano significava o avanço da consciência espiritual produzindo a libertação da alma da armadilha da natureza material, etc.
A Filosofia Védica fornece respostas para todas as perguntas não respondidas, ou seja, por que há dor e prazer, ricos e pobres, saudáveis e doentes; Deus - Suas qualidades, natureza e obras, alma - sua natureza e qualidades, almas de humanos e animais; reencarnação - como isso acontece, por que alguém nasce como é, qual é o propósito da vida, o que devemos fazer.
O conhecimento védico compreende os quatro Vedas (Rig, Yajur, Sāma e Atharva) com seus numerosos Samhita, 108 Upanixade, 18 Purāna, Mahabharata, vários textos do Tantra. Toda a Filosofia Védica é dividida em seis sistemas:
1. Nyaya: A filosofia da lógica e do raciocínio;
2. Vaisheshika: Essência das coisas;
3. Sankhya: Dualismo Não Teísta;
4. Yoga: Autodisciplina para autorrealização;
5. Mimansa: Reflexão do dharma;
6. Vedanta: A Conclusão da Revelação Védica

A compreensão deste sistema envolve o conhecimento pragmático de como a sociedade deve ser organizada, como a economia deve ser administrada e como a classe política deve governar a sociedade.

Em suma, todas as seis escolas da filosofia védica visam a descrever a natureza do mundo externo e sua relação com o indivíduo, ir além do mundo das aparências para a Realidade última e descrever o objetivo da vida e os meios para atingir esse objetivo.

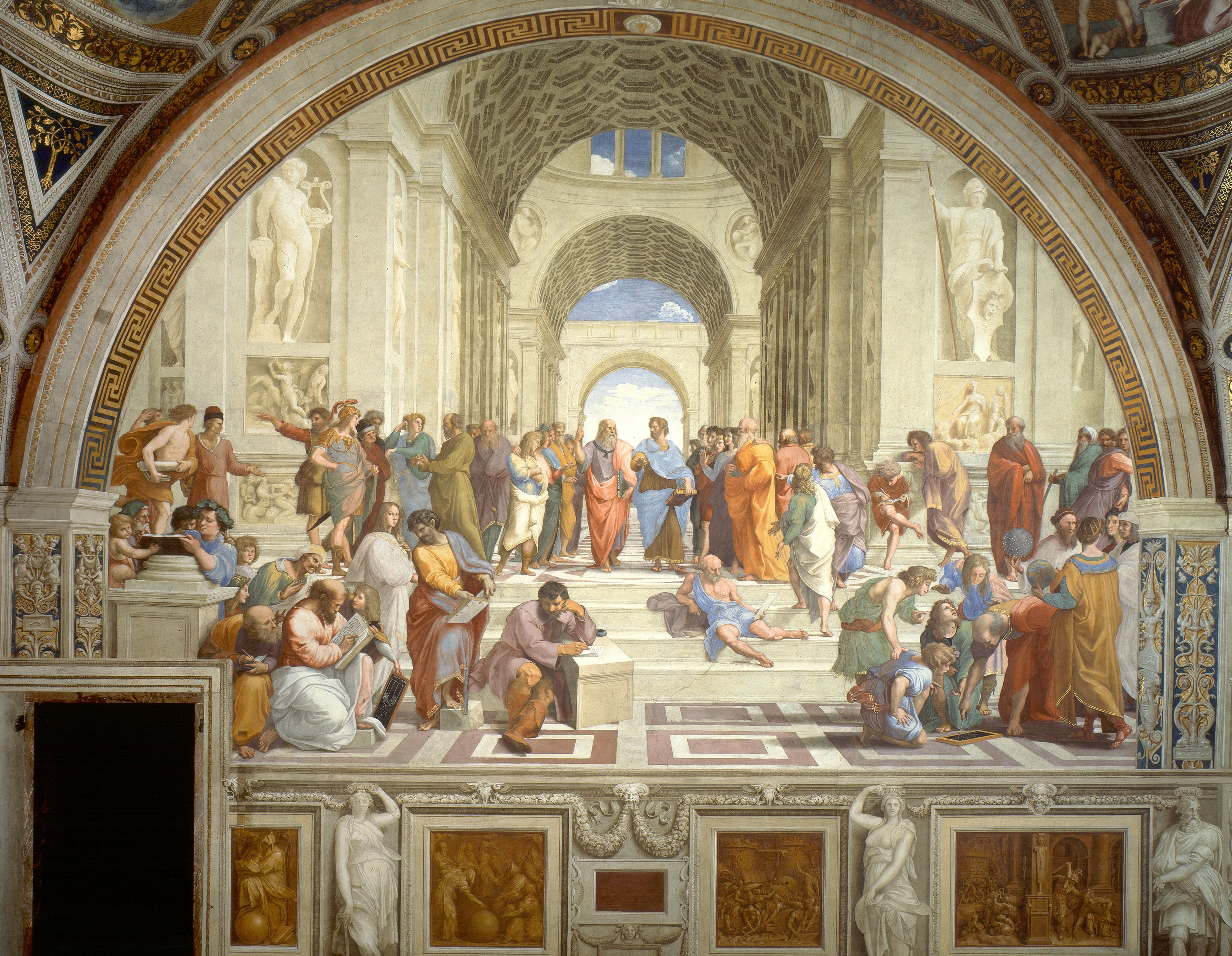
A Escola de Atenas de Rafael, 1509–1511, retrata Platão e Aristóteles (centro) trocando seus conhecimentos com outros filósofos antigos.

### Grécia e Roma Antiga
A separação entre filosofia e ciência da teologia começou na Grécia durante o século VI a.C. Tales, um astrônomo e matemático, foi considerado por Aristóteles como o primeiro filósofo da tradição grega.
Enquanto Pitágoras cunhou a palavra, a primeira elaboração conhecida sobre o tópico foi conduzida por Platão. Em Simpósio (ou O Banquete), ele conclui que o amor é aquele que não tem o objeto que busca. Portanto, o filósofo é aquele que busca sabedoria; se obtiver sabedoria, será um sábio. Portanto, o filósofo da antiguidade era aquele que vivia na busca constante da sabedoria e vivia de acordo com essa sabedoria. Surgiram divergências quanto ao que significava viver filosoficamente. Essas divergências deram origem a diferentes escolas helenísticas de filosofia. Em consequência, o antigo filósofo pensou em uma tradição. À medida que o mundo antigo se transformava em cisma devido ao debate filosófico, a competição consistia em viver de uma maneira que transformasse todo o seu modo de viver no mundo.
Entre os últimos desses filósofos estava Marco Aurélio, que é amplamente considerado um filósofo no sentido moderno, mas pessoalmente se recusou a chamar-se por esse título, uma vez que tinha o dever de viver como imperador.

#### Transição
Segundo o classicista Pierre Hadot, a concepção moderna de filósofo e filosofia se desenvolveu predominantemente por meio de três mudanças:
O primeiro é a inclinação natural da mente filosófica. A filosofia é uma disciplina tentadora que pode facilmente levar o indivíduo a analisar o universo e a teoria abstrata.
A segunda é a mudança histórica ao longo da era medieval. Com a ascensão do Cristianismo, o modo de vida filosófico foi adotado por sua teologia. Assim, a filosofia foi dividida entre um modo de vida e os materiais conceituais, lógicos, físicos e metafísicos para justificar esse modo de vida. A filosofia então corroborava com a teologia.
A terceira é a necessidade sociológica com o desenvolvimento da universidade. A universidade moderna requer profissionais para ensinar. Manter-se exige ensinar os futuros profissionais a substituir o corpo docente atual. Portanto, a disciplina se degrada em uma linguagem técnica reservada para especialistas, fugindo completamente de sua concepção original como um modo de vida.

### Era Medieval
No século IV, a palavra filósofo começou a designar um homem ou mulher que levava uma vida monástica. Gregório de Nissa, por exemplo, descreve como sua irmã Macrina persuadiu sua mãe a abandonar "as distrações da vida material" por uma vida de filosofia.
Mais tarde, durante a Idade Média, as pessoas que se engajaram na alquimia foram chamadas de filósofos - portanto, a Pedra Filosofal.
Nas universidades medievais europeias no período dos séculos IX ao XVI, surge a Filosofia Escolástica, um método de pensamento crítico e de aprendizagem, com origem nas escolas monásticas cristãs, que concilia a fé cristã com um sistema de pensamento racional, especialmente o da filosofia grega (razão aristotélica e platônica).

### Início da Era Moderna
Muitos filósofos ainda emergiram da tradição clássica, visto que viam sua filosofia como um modo de vida. Entre os mais notáveis estão René Descartes, Baruch Spinoza, Nicolas Malebranche, e Gottfried Wilhelm Leibniz. Com o surgimento da universidade, a concepção moderna da filosofia tornou-se mais proeminente. Muitos dos estimados filósofos do século XVIII em diante frequentaram, ensinaram e desenvolveram seus trabalhos na universidade. Os primeiros exemplos incluem: Immanuel Kant, Johann Gottlieb Fichte, Friedrich Wilhelm Joseph Schelling, and Georg Wilhelm Friedrich Hegel.
Depois desses indivíduos, a concepção clássica praticamente morreu, com as exceções de Arthur Schopenhauer, Søren Kierkegaard, e Friedrich Nietzsche. A última figura considerável na filosofia a não ter seguido um regime acadêmico rígido e ortodoxo foi Ludwig Wittgenstein.

### Filósofos durante a era nazista
Na época do Nacional-Socialismo, os filósofos também foram afetados pela então nova forma de pensar. Enquanto muitos dos filósofos deixaram a Alemanha, muitas vezes judeus, outros foram muito abertos ao sistema nazista e o apoiaram. Entre eles estavam Alfred Rosenberg, Alfred Baeumler, Ernst Krieck, Hans Heyse, Erich Rothacker e Martin Heidegger. Apesar das reservas do NSDAP contra as ciências humanas, certos filósofos foram promovidos. O serviço de segurança do Reichsführer SS registrou avaliações ideológicas dos professores universitários nos "dossiês SD sobre professores de filosofia". Em contraste com a maioria dos filósofos alemães, o sacerdote e filósofo austríaco mais tarde executado Heinrich Maier e seu grupo resistiram à Alemanha nazista e enviaram informações que foram decisivas para a guerra aos Aliados. Depois da guerra, a maioria dos filósofos pôde continuar trabalhando nas universidades alemãs. Em contraste com Ernst Krieck, Baeumler e Heyse, Erich Rothacker também retornou à universidade.

### Academia Moderna
Na era moderna, aqueles que obtêm graus avançados em filosofia frequentemente optam por permanecer em carreiras dentro do sistema educacional como parte do processo mais amplo de profissionalização da disciplina no século XX. De acordo com um estudo nos EUA de 1993 do National Research Council (conforme relatado pela American Philosophical Association), 77,1% dos 7 900 titulares de um PhD em filosofia que responderam estavam empregados em instituições de ensino (academia). Fora da academia, os filósofos podem empregar suas habilidades de redação e raciocínio em outras carreiras, como bioética, negócios, publicação, escrita autônoma, mídia e direito.

### Principais pensadores
Alguns pensadores sociais franceses conhecidos são Claude Henri Saint-Simon, Auguste Comte e Émile Durkheim. Dentre o pensamento social britânico, há pensadores como Herbert Spencer, Edmund Burke e Adam Smith, que abordam questões e ideias relacionadas à economia política e à evolução social. Filósofos e pensadores sociais alemães importantes incluíam Immanuel Kant, Georg Wilhelm Friedrich Hegel, Karl Marx, Max Weber, Georg Simmel e Martin Heidegger. Importantes cientistas sociais italianos incluem Antonio Gramsci, Gaetano Mosca, Vilfredo Pareto, Franco Ferrarotti e Elena Cornaro Piscopia.
Filósofos e pensadores sociais chineses importantes incluíam Shang Yang, Lao Zi, Confucius, Mêncio, Wang Chong, Wang Yangming, Li Zhi, Zhu Xi, Gu Yanwu, Gong Zizhen, Wei Yuan, Kang Youwei, Lu Xun, Sun Yat-sen e Mao Zedong.
Dos filósofos indianos incluem Adi Shankaracharya, Ramanuja, Chanakya, Sidarta Gautama, Mahavira, Śāntarakṣita, Dharmakirti, e Nagarjuna.

## Filósofas
As mulheres se engajaram na filosofia ao longo da história do campo. Embora tenha havido mulheres filósofas desde os tempos antigos, e um número relativamente pequeno tenha sido aceito como filósofas durante as eras antiga, medieval, moderna e contemporânea, especialmente durante os séculos XX e XXI, quase nenhuma mulher filósofa entrou no cânone filosófico ocidental. Filósofas notáveis incluem Hannah Arendt, Maitreyi, Gargi Vachaknavi, Ghosha, Hipátia, Hipárquia de Maroneia, Mary Wollstonecraft, G. E. M. Anscombe, e Susanne Langer.

## Prêmios na filosofia
Existem vários prêmios em filosofia; entre os mais proeminentes:
- Prêmio Kyoto em Artes e Filosofia
- Prêmios Rolf Schock
- Prêmio Avicena
- Prêmio Berggruen de Filosofia

Certos filósofos estimados, como Henri Bergson, Bertrand Russell, Rudolf Christoph Eucken, Albert Camus e Jean-Paul Sartre, também ganharam o Prêmio Nobel de Literatura.
O Prêmio John W. Kluge para o Estudo da Humanidade, criado pela Biblioteca do Congresso para reconhecer trabalhos não cobertos pelo Prêmio Nobel, foi concedido aos filósofos: Leszek Kołakowski em 2003, Paul Ricoeur em 2004 e Jürgen Habermas e Charles Taylor em 2015.